# Jordaan Luchtmans

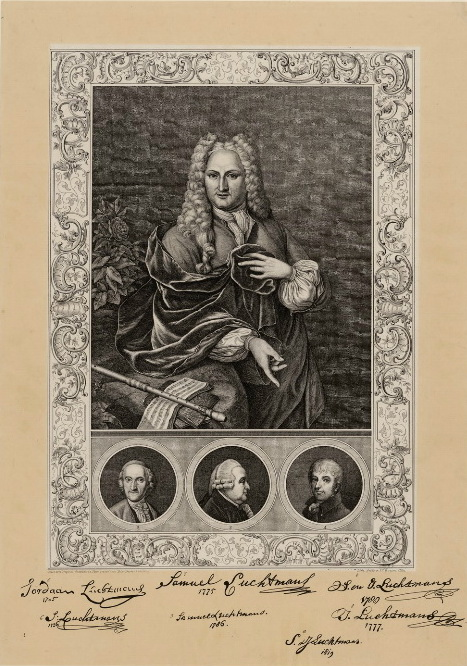
Die Büchhändler-Familie Luchtmans in Leyden

Jordaan Luchtmans (Woudrichem, 27 augustus 1652 - Leiden, 18 juni 1708) was een boekhandelaar in de Nederlandse stad Leiden en de grondlegger van de aldaar nog altijd gevestigde uitgeverij Brill.

## Leven
Jordaan was de eerste Luchtmans in het boekhandelsvak. Na zijn eerste leerjaren in Den Haag ging hij in Leiden in de leer bij de boekhandelaars gebroeders Gaesbeeck. Op 17 mei 1683 werd hij zelfstandig ingeschreven als boekhandelaar bij het Leidse boekengilde. Die datum wordt ook gezien als de start van Koninklijke Brill N.V. in Leiden, dat in 2013 haar 330-jarig bestaan herdenkt. Jordaan trouwde met Sara van Musschenbroek, afkomstig uit een andere succesvolle Leidse (ondernemers)familie, die vanaf het eind van de 17e eeuw onder meer bekend werd met een gespecialiseerd atelier in wetenschappelijke instrumenten. Sara was bovendien een achterkleindochter van Christoffel Plantijn. Uit het huwelijk werden vier zonen geboren, waarvan alleen Samuel (genoemd naar zijn grootvader Samuel van Musschenbroek) in leven bleef.
Met steun van zijn schoonfamilie betrekt Jordaan vlak bij de Universiteit Leiden het pand Rapenburg 69B als winkel en woonhuis. In die buurt waren indertijd vrijwel alle boekhandels en uitgeverijen gevestigd, want bij de universiteit was veel vraag naar wetenschappelijke uitgaven en waren er geleerden die hun werk wilden publiceren. Luchtmans was toen al - net als het huidige 'Brill' - gespecialiseerd in taalkundige en theologische boeken. Dat was een logische combinatie omdat voor de Bijbelstudie werd teruggegrepen op bronnen uit het Midden-Oosten, zoals Aramees, Hebreeuws, maar ook Grieks. Jordaan was handelaar en uitgever. Tussen 1683 en 1708 gaf publiceerde hij in totaal zo'n 170 werken, waarvan ongeveer 120 wetenschappelijke.
Jordaan Luchtmans was een geslaagd zakenman, die regelmatig buitenlandse reizen maakte voor de koop- en verkoop van boeken. Op 1 januari 1705 werd hij benoemd tot hoofdman van het boekdrukkersgilde. Er bestaat geen afbeelding van hem, maar zijn handtekening en devies zijn bewaard gebleven op een in plano gedrukt blad getiteld: Die Büchhändler-Familie Luchtmans in Leyden.
Ter gelegenheid van het 25-jarig trouwfeest op 23 mei 1708 werd een speciaal gemaakt gedicht van Hendrik Snakenburg gedrukt, getiteld Zilvre kroon voor den heere Jordaan Luchtmans en juffrouw Sara van Musschenbroek, ter gedagtenis van den vijfentwintig jaarigen trouwdag, op den 23. may 1708. Hierin werd gezinspeeld op Samuel, die zijn vaders spoor volgt als koopman. Drie weken na het feest overlijdt Jordaan en wordt begraven in het familiegraf van de Musschenbroeks in de Hooglandse Kerk. Zoon Samuel zette het bedrijf voort.

## Rapenburg 69B
Er zijn tekeningen bewaard gebleven van het ontwerp voor de aanpassing van de gevel van het pand Rapenburg 69B tijdens het leven van Jordaan Luchtmans of kort na zijn overlijden:

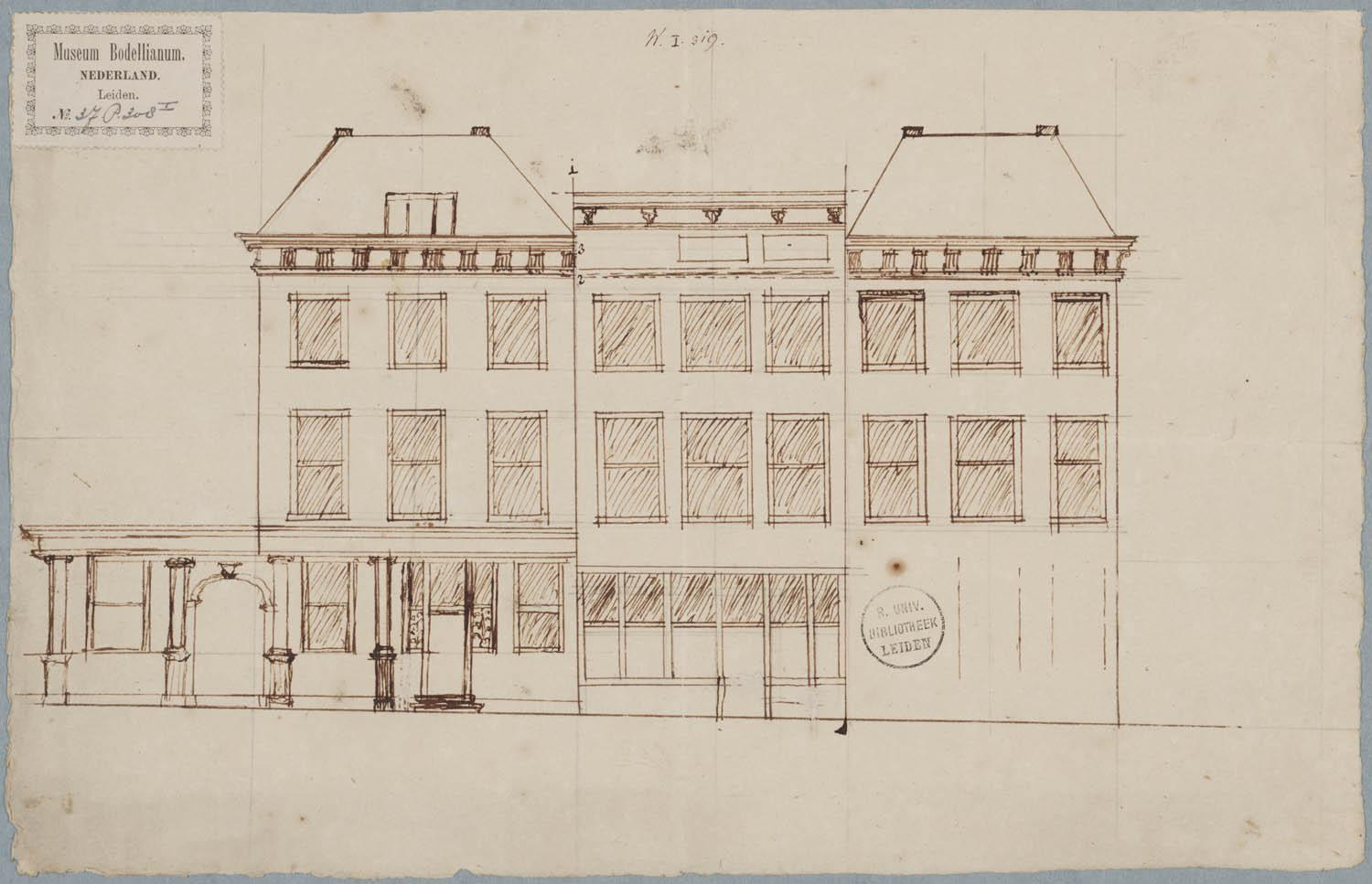
Schets van de opstand der voorgevel van Rapenburg 69a, 69b en 71 te Leiden (ca. 1683-1714)
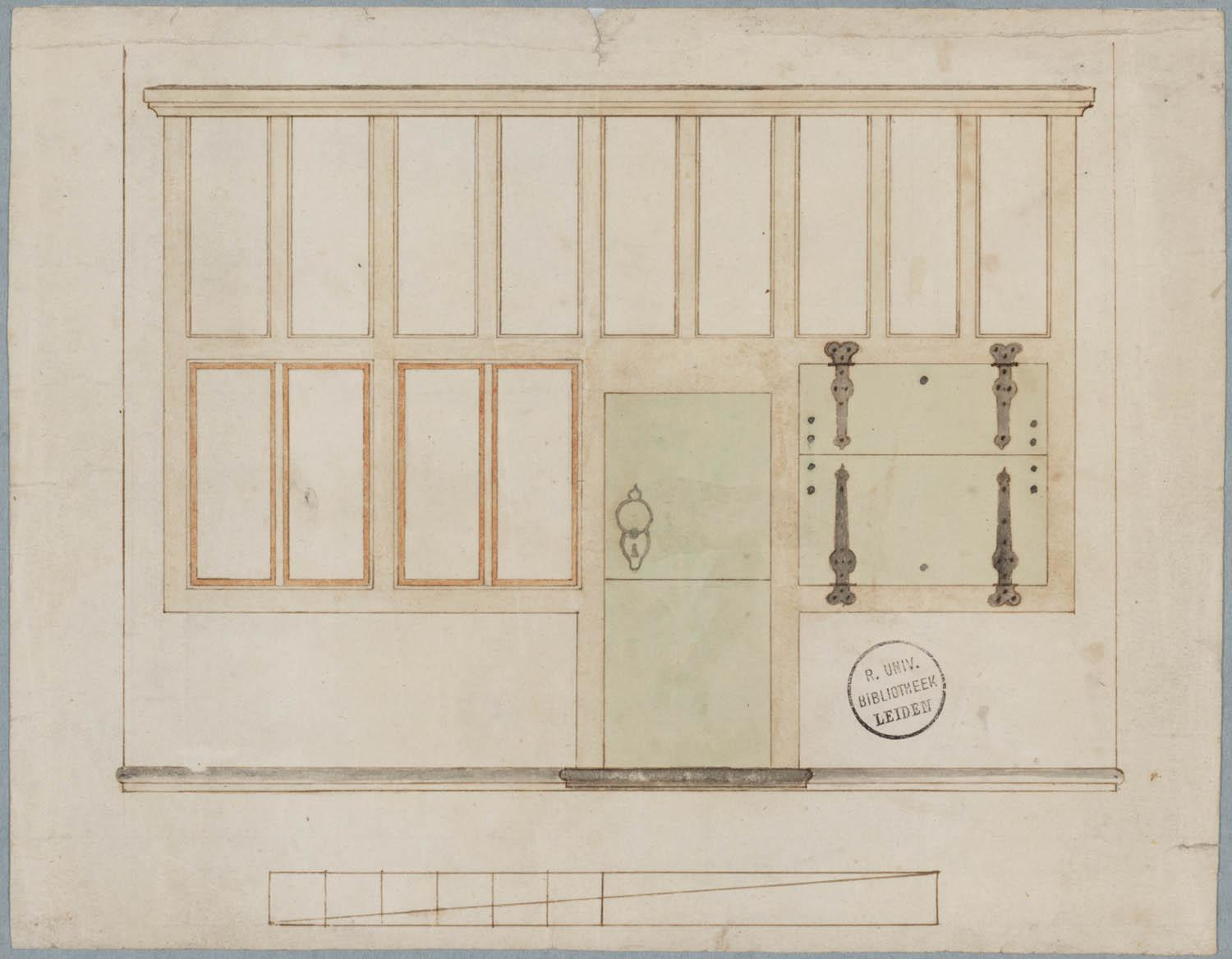
Ontwerp voor winkelpui van Rapenburg 69b te Leiden (ca. 1683-1713)
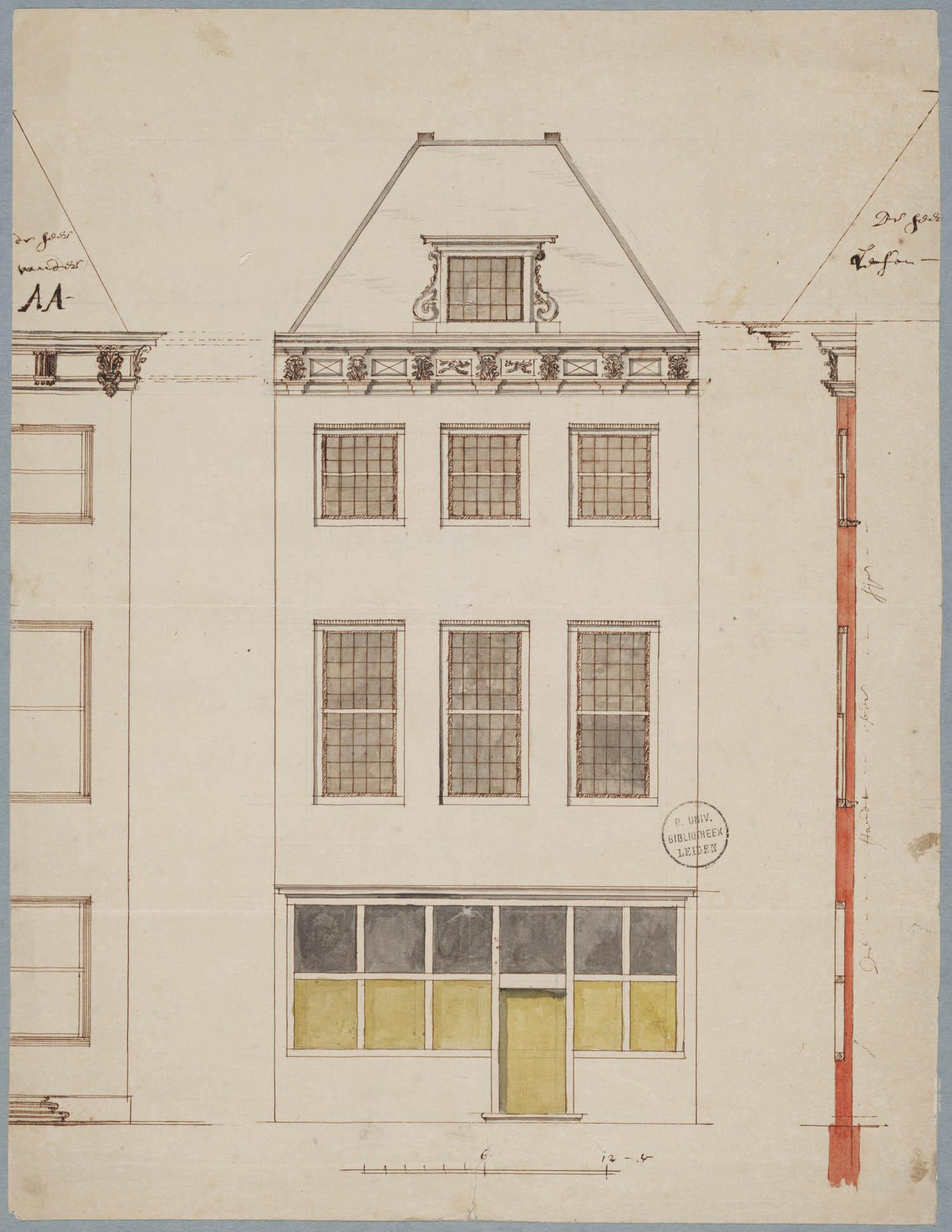
Ontwerp voor de voorgevel van Rapenburg 69b te Leiden (ca. 1713)